# Liste der Bischöfe von Nola
Die folgenden Personen waren Bischöfe des Bistums Nola (Italien):
- Heiliger Felix I. (85–95)
- Heiliger Massimo (95–120)
- Heiliger Quinto (120–150)
- Heiliger Calione (150–177)
- N… (177–197)
- Heiliger Aureliano (202–240)
- Heiliger Rufo (240–260)
- Heiliger Lorenz (260–280)
- Heiliger Patrizio (280–300)
- Heiliger Prisco (300–328)
- Heiliger Gorgonio (328–360)
- Quodvultdeus (360–387)
- Paolo (387–409)
- Heiliger Paulinus I. (409–431)
- Heiliger Paulinus II. (431–442)
- Heiliger Adeodato (442–473)
- Heiliger Felix II. (473–484)
- Johannes Talaja
- Teodosio († 490)
- Sereno (490–495)
- Benigno (496–?)
- Sereno II
- Heiliger Paulinus III. (505–533)
- Leo I. († 560)
- Basilio
- Gaudenzio
- Leo II. (620–645)
- Damaso
- Aurelio
- Leo III.
- Bernardo I.
- Peter I.
- Lupeno (oder Lupino)
- Landone I.
- Giacomo I. († 858?)
- Johannes II.
- Leo IV.
- Johannes III. (929–?)
- Stefan
- Sisto
- Sassone
- Guglielmo
- Pagano
- Bartolomäus
- Robert (1158–?)
- Ruffino
- Leonard
- Peter II.
- Marco Perrone
- Peter III. (1259)
- Giovanni IV. Montefuscolo († 1288)
- Francesco I. Fontana (1289–1296) (auch Erzbischof von Mailand)
- Pietro IV. Gerra (1296–1298) (auch Bischof von Aquileia)
- Landone II. (1298–1302?)
- Antonio Carafa
- Eligioss
- Giacomo II.
- Francesco M. Moles (18. März 1684 bis um 1695)
- Daniele Scoppa (16. Mai 1695 bis 13. Mai 1703)
- Pietro V. (1328–1331)
- Nicola I. (1331–1340)
- Ligo (1340–1349)
- Nicola II. d'Offerio (1349–1349)
- Francesco II. Rufolo (1349–1370)
- Francesco III. Scaccano (1370–1400)
- Giannantonio Tarentino (1400–1402)
- Flaminio Minutolo (1402–1442)
- Leone V. dei Simeoni (1442–1469)
- Giannantonio Boccarelli (1469–1475)
- Marco Vigerio (1475–?)
- Orlando Orsini (15. Dezember 1475 bis 1503)
- Gianfrancesco Bruno (1505–1549)
- Antonio Scarampo (1549 bis 9. März 1568) (auch Bischof von Lodi)
- Filippo Kardinal Spinola (9. März 1568 bis 15. Juli 1585)
- Fabrizio Gallo (15. Juli 1585 bis 6. November 1614)
- Giambattista Lancellotti (26. Januar 1615 bis 23. Juli 1655)
- Francesco Gonzaga (23. November 1657 bis 18. Dezember 1673)
- Filippo Cesarini (1. Mai 1674 bis 6. Juli 1683)
- Francesco M. Carafa (7. April 1704 bis 6. Januar 1737)
- Troiano Caracciolo Del Sole (21. März 1738 bis 16. Februar 1764)
- Nicola Sanchez de Luna (13. Mai 1764 bis 23. April 1768)
- Filippo Lopez y Rojo (9. Juni 1768 bis 17. Juni 1793) (auch Erzbischof von Palermo)
- Vincenzo Monforte (29. Januar 1798 bis 24. Mai 1802) (auch Erzbischof von Neapel)
- Vincenzo Torrusio (29. Oktober 1804 bis 24. März 1823)
- Nicola Coppola (17. November 1823 bis 14. April 1828)
- Gennaro Pasca (23. Juni 1828 bis 2. Oktober 1855)
- Giuseppe Formisano (7. Oktober 1855 bis 7. Januar 1890)
- Agnello Renzullo (23. Juni 1890 bis 8. Dezember 1919)
- Egisto Domenico Melchiori (22. Dezember 1924 bis 10. Februar 1935) (auch Bischof von Tortona)
- Michele Raffaele Camerlengo, O.F.M. (16. Juni 1935 bis 10. Oktober 1951)
- Adolfo Binni (14. Februar 1952 bis 7. Januar 1971)
- Guerino Grimaldi (19. März 1971 bis 10. Juli 1982) (auch Erzbischof vona Salerno)
- Giuseppe Costanzo (6. August 1982 bis 7. Dezember 1989) (auch Erzbischof von Siracusa)
- Umberto Tramma (23. Juni 1990 bis 25. März 1999)
- Beniamino Depalma CM (16. Oktober 1999–11. November 2016)
- Francesco Marino (seit 11. November 2016)